# Leonardo Nascimento de Araújo
Leonardo Nascimento de Araújo, mais conhecido apenas como Leonardo (Niterói, 5 de setembro de 1969), é um dirigente e ex-futebolista brasileiro que atuava como lateral-esquerdo ou meia. Atualmente está sem clube. Ele também trabalhou como treinador.
Quando jogador, começou sua carreira como lateral no Flamengo, em 1987, mas depois passou a atuar como meio-campista, onde obteve destaque. Entre outros clubes, teve boas passagens por São Paulo, Valencia, Paris Saint-Germain e Milan.

## Carreira como jogador

### Início
Revelado nas categorias de base do Flamengo, Leonardo foi lançado no time principal em 1987, quando tinha 17 anos, durante a Copa União (um dos módulos do Campeonato Brasileiro daquele ano). Jogando ao lado de ídolos rubro-negros como Zico, Leandro e Andrade, e dos novos talentos do clube, que incluíam Jorginho, Bebeto e Zinho, Leonardo sagrou-se campeão do módulo verde naquele ano.

### São Paulo
Foi contratado pelo São Paulo em 1990. Sob o comando de Telê Santana, fez parte do chamado Esquadrão Tricolor, time campeão brasileiro de 1991, que contava ainda com as presenças de craques como Raí, Cafu e Müller.

### Valencia e retorno ao São Paulo
No final de 1991, Leonardo fez sua primeira transferência para o futebol europeu, assinando contrato com o Valencia. Ficou somente duas temporadas no clube espanhol e retornou ao Brasil, quando, novamente, tornou a vestir a camisa do São Paulo, motivado por jogar a Copa Intercontinental daquele ano com o clube. Nesta sua segunda passagem pelo Tricolor do Morumbi, Leonardo disputou 52 jogos, marcou 14 gols e conquistou a Copa Intercontinental de 1993.

### Kashima Antlers
Após a Copa do Mundo FIFA de 1994, onde conquistou o tetracampeonato com a Seleção Brasileira, Leonardo foi jogar no Japão, na então recém-formada J-League. Defendendo o time do Kashima Antlers, Leonardo teve nova oportunidade de atuar ao lado de seu grande ídolo e amigo Zico. Em duas temporadas, Leonardo disputou 63 partidas, marcou 36 gols e conquistou a J-League de 1996.

### Paris Saint-Germain e Milan
Em 1996, o jogador trocou o Japão pela Europa, desta vez, assinando com o Paris Saint-Germain, da França. Um ano mais tarde, porém, acabou se transferindo para o Milan, onde permaneceu pelas quatro temporadas seguintes.

### Terceira passagem pelo São Paulo
Leonardo deixou o Rossonero em 2001, retornando ao Brasil para jogar no São Paulo. Contudo, em decorrência de uma série de contusões, o jogador acabou disputando apenas 18 partidas.

### Retorno ao Flamengo e aposentadoria
Já em fim de carreira, Leonardo acabou se transferindo para o Flamengo, onde teve poucas, mas boas atuações. Permaneceu durante seis meses no clube carioca, atuando apenas no Campeonato Carioca de 2002.
Então, quando surgiram rumores sobre sua possível aposentadoria, o jogador foi convidado a retornar para o Milan. Aceitou o convite e, após disputar apenas cinco partidas pela equipe, anunciou oficialmente a sua aposentadoria no dia 1 de abril de 2003.

## Seleção Nacional
Na Copa do Mundo FIFA de 1994, Leonardo teve a chance de iniciar como titular da lateral-esquerda na Seleção Brasileira, deixando o experiente Branco no banco.
O tetracampeonato foi um dos momentos mais inesquecíveis na carreira de Léo, embora tenha realizado seu último jogo nas oitavas de final, quando foi expulso após uma cotovelada no jogador Tab Ramos, dos Estados Unidos.
Voltou a conquistar títulos com a Seleção em 1997, quando o Brasil foi campeão da Copa América e da Copa das Confederações. Em ambas as ocasiões, esteve na reserva de Roberto Carlos. Um ano depois, jogando como titular na meia-esquerda, à frente de Roberto Carlos, integrou a equipe brasileira vice-campeã na Copa do Mundo FIFA de 1998, realizada na França.
Sua última partida pela Seleção aconteceu no dia 15 de agosto de 2001, contra o Paraguai, durante as Eliminatórias Sul-Americanas para a Copa do Mundo FIFA de 2002. Ele saiu do banco e substituiu Edílson no segundo tempo, na vitória por 2 a 0.
Em 11 anos atuando pela Seleção Brasileira principal, disputou 60 jogos e marcou 7 gols.

## Carreira como dirigente e treinador

### Milan
Desde 2002, Leonardo passou a trabalhar em diversas funções no Milan, dedicando-se com programas de assistencialismo social na Fundação Gol de Letra e na Fondazione Milan. Entre 2003 e 2009, também ocupou o cargo de dirigente e consultor de mercado do clube italiano, tendo sido o responsável direto pelas contratações dos brasileiros Kaká, Alexandre Pato e Thiago Silva.
Na Copa do Mundo FIFA de 2006, trabalhou como comentarista esportivo no programa Match of the Day, da rede de TV britânica BBC.
Em junho de 2009, após a saída de Carlo Ancelotti, Leonardo deixou o cargo de dirigente do Milan e foi anunciado como técnico do clube.

### Internazionale
No dia 24 de dezembro de 2010, foi confirmado como novo treinador da Internazionale. No dia 29 de maio de 2011, conquistou seu primeiro título como técnico. Ao vencer o Palermo por 3 a 1, a Internazionale faturou seu sétimo título da Copa da Itália.

### Paris Saint-Germain
Em junho de 2011, deixou o cargo de técnico da equipe italiana para voltar a ser dirigente no Paris Saint-Germain. Foi responsável pelas contratações de jogadores como Marco Verratti, Zlatan Ibrahimović, Thiago Silva, Marquinhos e Edinson Cavani. Também convenceu o técnico Carlo Ancelotti a assinar pelo PSG.
No dia 5 de maio de 2013, ao final da partida contra o Valenciennes, válida pela 35ª rodada do Campeonato Francês, Leonardo deu uma trombada no árbitro do jogo, Alexandre Castro. O brasileiro recebeu uma suspensão de nove meses. Inconformado com a suspensão, no dia 10 de julho Leonardo pediu demissão.

### Antalyaspor
Foi anunciado como treinador do Antalyaspor, da Turquia, no dia 28 de setembro de 2017. Comandou a equipe por apenas três meses, até ser demitido em dezembro.

### Retorno ao Milan
Retornou ao Milan em julho de 2018, sendo anunciado como dirigente.

### Retorno ao Paris Saint-Germain
Já no dia 8 de junho de 2019, acertou seu retorno ao Paris Saint-Germain. Sua contratação mais cara na temporada 2019–20 foi a do zagueiro Abdou Diallo, que veio do Borussia Dortmund por 32 milhões de euros.
No dia 21 de maio de 2022, Leonardo foi demitido de seu cargo de diretor, maus resultados como a eliminação nas oitavas de finais da Champions League, mesmo após a contratação milionária de Lionel Messi e conflitos com alguns jogadores do elenco levaram a demissão.

## Estatísticas como treinador
Atualizadas até 14 de junho de 2011.
| Equipe         | Chegada | Saída | Desempenho | Desempenho | Desempenho | Desempenho | Desempenho |
| Equipe         | Chegada | Saída | J          | V          | E          | D          | % Vit      |
| -------------- | ------- | ----- | ---------- | ---------- | ---------- | ---------- | ---------- |
| Milan          | 2009    | 2010  | 48         | 23         | 13         | 12         | 47.92%     |
| Internazionale | 2010    | 2011  | 32         | 21         | 4          | 7          | 65.63%     |

## Títulos

### Como jogador
Flamengo
- Copa União (Módulo Verde): 1987
- Taça Guanabara: 1988 e 1989
- Copa do Brasil : 1990

São Paulo
- Campeonato Brasileiro: 1991[25]
- Supercopa Sul-Americana: 1993
- Recopa Sul-Americana: 1993 e 1994
- Copa Intercontinental: 1993

Kashima Antlers
- J-League: 1996

Milan
- Serie A: 1998–99
- Copa da Itália: 2002–03
- Troféu Luigi Berlusconi: 1997 e 2002

Seleção Brasileira
- Copa do Mundo FIFA: 1994
- Copa Umbro: 1995
- Copa América: 1997
- Copa das Confederações FIFA: 1997

### Como treinador
Milan
- Troféu Luigi Berlusconi: 2009

Internazionale
- Copa da Itália: 2010–11

### Prêmios individuais
- Bola de Prata da Revista Placar: 1991
- Décimo melhor jogador do mundo pela FIFA: 1997